# 디지털 콘텐츠
디지털 콘텐츠(영어: digital content)는 디지털 데이터 형식으로 존재하는 콘텐츠로 기존의 아날로그적 콘텐츠를 디지털화 한 것이다. 문자, 음성, 음향, 이미지, 그리고 영상과 같은 콘텐츠를 디지털의 형식으로 제작 혹은 가공한 것이다.

## 정의
디지털과 콘텐츠가 결합한 개념으로 기존에 아날로그 형태로 존재하던 텍스트, 음성, 화상, 영상 등 각종 정보 형태를 0과 1이라는 비트(bit) 단위로 디지털화한 콘텐츠를 총칭하는 개념을 말하며 첨단 IT 기술을 사용하여 디지털 포맷으로 가공, 처리하여 정보통신망, 디지털방송망, 디지털저장매체 등을 통하여 활용하는 정보를 말한다. (정보통신정책연구원, 2000; Traw, 2003; Tsai et al., 2008).
Digital contents라는 단어를 나눠서 살펴보면 Digital은 정보표현방식, Contents는 부호, 문자, 소리, 영상, 화상, 이미지 등 여러 형태로 이루어진 정보, 지식, 데이터베이스를 총칭하는 것을 알 수 있다. 디지털 콘텐츠는 인터넷을 이용하여 유통되는 문자, 소리, 화상, 영상 등의 형태로 이루어진 내용물이지만 정보와 단순한 내용물만을 의미하는 것이 아닌 여러 정보 기술을 이용하여 부가가치를 창출하는 자산으로 거래 및 서비스가 내재된 형태의 통합적 개념이기도 하다.

## 구성요소
디지털콘텐츠를 구성하기 위한 3가지 기본요소로 콘텐츠, 디자인, 기술을 들 수 있다. 이 세가지의 구성요소를 총칭하여 콘텐디자이닐리지(ContenDesigNology)라고 한다. 콘텐디자이닐리지는 디지털콘텐츠 개발에 있어서 가장 핵심적인 구성요소로서 디지털콘텐츠를 효과적으로 전달하기 위해서는 사용자들의 특성을 잘 반영하는 것이 필요하며, 사용자 지향적인 정보를 정확하게 제공할 수 있어여 한다. 먼저, 콘텐디자이닐리지에서 콘텐츠는 협의의 디지털콘텐츠를 의미하는데, 정보획득의 목적이나 감성적 이윤을 목적으로 사용되는 텍스트, 소리, 정지화상, 동영상 등의 결합으로 구성되는 표현물이다.
디지털콘텐츠는 기본적으로 창의력을 바탕으로 하여 정보기술(IT)와 같은 첨단기술을 활용하여 만들어진다. 디지털콘텐츠의 내용에 적절한 기술을 이용하여 디지털콘텐츠와 디자인을 잘 통합하여 전달하고자 하는 디지털콘텐츠의 검색속도와 실행속도 등을 향상시키는 동시에 새로운 영상기술을 적용 함으로써 디지털콘텐츠의 표현수준을 향상시키는 것이 필요하다.

## 특징
- 비파괴성(항상성) : 디지털 자료는 아날로그 자료같이 세월이 흘러도 변하지 않는다. 항상 똑같은 품질을 갖고있다.
- 변형가능성 : 파괴적의미의 변형이 아니라 항상 디지털화돼 있기 때문에 별도의 비용을 추가하지 않아도 자유롭게 정보의 추가, 삭제, 수정이 가능하다.
- 보관의 편리성 : 보관 비용이 저렴하고 공간적인 낭비가 거의 없다.
- 결합성 : 여러종류의 디지털콘텐츠끼리 쉽게 결합하여 더 좋은 콘텐츠를 만들 수 있다.
- 재생산성 : 한 번 생산된 디지털콘텐츠는 무한 반복 재생산이 가능하다. 디지털화 된 음악, 동영상, 애니메이션 등은 데이터베이스에 저장되어 언제든지 사용자의 요구에 의해서 재생산이 가능하다.
- 상호작용성 : 정보이용자가 동시에 정보제공자가 되는 상호작용이 가능하다.
- 편집성 : 디지털 콘텐츠는 새로운 내용의 추가와 수정이 용이하다. 따라서 텍스트, 음악, 그림, 동영상, 애니메이션 등의 각종 미디어가 통합된 형태로 가공되어 새로운 멀티미디어를 창출할 수 있다.
- 비소멸성 : 디지털 콘텐츠는 한번 생산되면 형태나 품질을 반영구적으로 유지할 수 있다. 따라서 필요에 따라 언제든지 원하는 형태로 사용이 가능하며, 동시에 수많은 사용자가 사용하더라도 디지털 콘텐츠 자체의 감소를 가져오지 않기 때문에 디지털 경제발전의 원동력이 되고 있다.

디지털 콘텐츠는 현재 다양한 특징들 때문에 우리 생활에 깊숙히 침투해있다. 작게는 우리가 쉽게 이용하는 인터넷에서부터 크게는 사업까지 다양한 방면에서 활용되고 있다. 그런 디지털 콘텐츠의 중요한 특징 중 하나는 비파괴성이라 할 수 있다. 디지털 콘텐츠는 사용하면서 마모되거나 손상되지 않기 때문에 한 번 구입하게 되면 이론적으로는 그 형태와 품질을 유지할 수 있다. 디지털 콘텐츠가 가지고 있는 두 번째 중요한 물리적 특징은 변형가능성이다. 디지털 콘텐츠의 내용은 짧은 시간 안에 변화될 수 있기 때문에 기존의 상품처럼 한 번 판매하고 마는 상품보다는, 계속해서 상호작용 서비스를 제공하는 것이 사업의 성공 여부를 가늠하는 중요한 요소가 된다. 세 번째 특징으로 쉬운 복제이다. 쉬운 복제는 디지털 콘텐츠 사용자들에게 내용 전달과 접근의 용이성을 가져다 준다.
Pine(1999)는 디지털 콘텐츠의 첫 번째 경제적인 특징으로 경험재를 설명하고 있다. 즉 사용자가 직접 경험해 보지 않는 한 아무리 설명하거나 탐색을 하더라도 디지털 콘텐츠의 가치를 정확하게 알기는 힘들다는 것이다. 특히 디지털 콘텐츠는 사용할 때마다 경험하는 가치가 매번 바뀌기 때문에 경험재의 성격이 더욱 뚜렷하다고 할 수 있다.
두 번째 경제적인 특징은 그 비용구조에 있다. 처음에 한 번 디지털 콘텐츠를 만드는 데는 일반적으로 많은 비용이 들어가지만 일단 한 번 만들어놓으면 하나 더 만들 때 추가 비용이 없다는 것이다. 이는 쉬운 복제성이라는 물리적 특성에 근거한다.
세 번째 경제적인 특징은 공공재라는 점이다. 어떤 사람이 디지털 콘텐츠를 사용하고 있다고 하더라도 다른 사람이 동일한 디지털 콘텐츠를 쓰는 것을 방해하거나 다른 사람이 가진 디지털 콘텐츠를 감소시키지 않는다는 것이다.
또한 디지털 콘텐츠의 가장 큰 특징 중 하나는 융합화(fusion)이라고 할 수 있는데, 융합의 구체적인 모습은 다양한 형태의 정보를 동일한 네트워크로 전달 가능한 네트워크의 융합, 전화. TV. PC와 같은 사용자 미디어기기가 하나의 단말기에서 수행되는 미디어기기의 융합, 유무선. 통신. 방송서비스의 통합인 서비스의 융합 등 다양한 모습으로 전개되고 있다. 이러한 융합화의 결과로 One-Source, Multi-Use가 가능해졌고, 미디어간, 서비스간의 영역구분이 없어져 다수의 플랫폼을 통해 구현될 수 있다는 시너지 효과 외에도 디지털 콘텐츠 자체의 압축기술, 구현기술과 효과에 따라 차별화된 상품을 만들 수 있다는 장점이 있다. 하이테크 산업으로 대변되기도 하는 다양한 매체는 디지털 콘텐츠 활용과 경제적 가치를 높이는데 기여한다.

### 디지털콘텐츠 산업의 특징
디지털 콘텐츠 산업의 특징을 살펴보면, 먼저 고부가가치의 고속성장성을 들 수 있다. 이는 디지털 콘텐츠 산업이 하드웨어와 네트워크의 빠른 발전에 따라 신수요가 급격히 팽창하는 특성을 지니고 있으며, 한계비용이 0에 가까운 ‘고부가가치성’을 지닌 데 기인한다.
다음으로, 디지털 콘텐츠 산업은 디지털 가전의 보급 확산과 기능 통합에 따른 디지털컨버전스 경향에 대응 가능한 산업 모델이라는 점을 들 수 있다. 디지털 콘텐츠는 한 번 개발하면 하나의 소스로 다양한 디지털 기기에서 활용될 수 있으며, 한 번 생산되고 난 후에는 별도의 추가비용 없이 재생산되어 어디에서나 활용 가능한 장점이 있고, 주시장보다 파생시장의 규모와 수익이 더 큰 사업이다.
또한 디지털 콘텐츠 산업은 다가오는 유비쿼터스 컴퓨팅 시대에 최적화되어 있다는 점을 들 수 있다. 디지털 TV, 텔레매틱스, 이동통신 등 신 성장 동력의 성장과 수익창출에 있어 디지털 콘텐츠 만큼 적합하며 빠르게 성장하고, 고수익을 보장해 줄 수 있는 사업 분야는 없는 실정이다.
특히 인터넷으로 만들어지는 무한한 사이버공간에서 디지털 콘텐츠 사업이 다양하게 전개됨에 따라 e-Book, e-Music, 웹캐스팅 등 신규 콘텐츠가 지속적으로 등장하고 디지털 콘텐츠 산업의 범위가 확장 일로에 있다.

### 장점
- 네트워크 망을 통한 편리하고 빠른 배급과 유통이 가능하다.
- 하나의 콘텐츠를 여러개로 혹은 여러개의 콘텐츠를 하나의 콘텐츠로 결합이 가능하며, 멀티미디어 콘텐츠 생성이 쉽다.
- 기존의 단방향적인 대중매체에 비해 생산자와 소비자가 구분되는 것이 아니라 정보이용자가 동시에 정보제공자가 되는 상호작용이 가능하다. 이러한 상호작용은 개인화, 지식화를 통해 더 큰 부가가치를 창출하는 바탕이 된다.

### 단점
- 온라인 시장의 비활성화로 인한 시장의 협소함. 아직까지 오프라인 시장이 전체 시장의 상당수를 차지한다. 현재는 젊은층을 위주로 온라인 시장이 확대중이다.
- 개인정보의 유출과 무단복제라는 문제점을 지니고 있다.
- 인간의 오감을 모두 이용하는 아날로그에 비해 지나치게 시각과 청각에 의존한다.

## 종류

### 게임
온라인, 모바일게임의 대중화와 대다수 게임의 네트워크화. 아직도 발전 중인 분야다. 엔터테인먼트 산업적 요소가 강하며, 애니메이션, 영화, 방송, 음악, 캐릭터산업과 같은 주변산업과의 접목이 용이하다는 것이 대표적 특징이다.

### 애니메이션
게임과 더불어 가장 엔터테인먼트 산업적 요소를 가진 콘텐츠이다. 작품 자체 뿐 아니라 캐릭터나 작품 하나로 다양한 산업(캐릭터, 음악, 게임, 광고, 완구 등)과 연계 가능하다.

### 모바일 콘텐츠
이동통신과 디지털콘텐츠의 결합으로 탄생함. 무선 데이터 전송이 가능한 콘텐츠, 휴대폰 단말기를 활용한 서비스 및 이용이 가능한 콘텐츠라 정의할 수 있다.  어디서나 연결이 가능하다는 것과 최근 아이폰의 도입 과정에서 이슈화된 위치정보확인의 특징이 있다.

### 디지털 영상
대표적인 것으로 DMB가 있다. DMB와 더불어 DVD, IPTV, 디지털 방송, 인터넷 방송을 디지털 영상의 카테고리라 할 수 있는데, 디지털 영상이란 디지털 기술을 이용하여 새로운 영화, 애니메이션, 방송콘텐츠 등의 영상콘텐츠를 제작, 편집한 것이라 정의내릴 수 있다.

### 전자 학습
사용자의 필요에 의하여 언제, 어디서나 자유롭게 학습할 수 있는 전자적 학습 형태를 말한다. 대한민국에서는 공교육방송인 EBS의 인터넷방송을 통한 이러닝의 시작이 대한민국의 전자학습 산업 발전에 큰 기여를 했다. 이러닝은 상대적으로 저렴하고 시간과 공간의 제약을 극복한 학습 콘텐츠라는 특징이 있다.

### 전자 책
실제 책이 디지털 문서화되어, 디지털 매체로 저장된 것을 말한다.

### 디지털 오디오
MP3의 대중화가 가져온 콘텐츠이다.

## 디지털 콘텐츠를 제공하고 있는 곳의 예시

### 유튜브(Youtube)
동영상 디지털콘텐츠를 제공하고 있는 대표적인 예로서, 전 세계 단위에서 이용되고 있는 콘텐츠 제공 사이트이다.

### 위키피디아(Wikipedia)
GNU(자유문서사용허가서)에 따라 인터넷 상에서 모두가 자유롭게 글을 쓸 수 있고 고칠 수 있는 사이트이다.

텍스트를 비롯하여 동영상, 그림 등을 문서에 포함하여 하나의 디지털콘텐츠를 만들 수 있다.

### 오디언(Audien)
'책을 듣는다'라는 구호에서 시작한 디지털콘텐츠 제공 업체이다. 책 내용을 음성으로 재구성하여 '오디오북'을 만들어 콘텐츠를 제공한다.

## 기존 콘텐츠와의 비교
- 디지털콘텐츠 관련기업의 생산성 증가와 동시에 소비자의 구매차원에서의 편리성이 증대되었다.
- 기존 유통체계에 비해 엄청난 비용 절감 효과가 있다.
- IT기업의 성장을 촉진하였다.
- 24시간 언제나 영업이 가능하다.

기존의 유통구조와 비교를 하면 2~3단계정도 구매절차가 단축되었다. 그 결과 중간마진이 붙지 않기 때문에 소비자의 입장에서는 좋은 가격에 상품을 구입할 수 있고, 판매자의 입장에서는 중간판매절차에 소요되던 자본이 절약되는 효과를 얻을 수 있다.
이전 아날로그 콘텐츠와 비교하면 다음과 같다.
| 구분     | 아날로그 콘텐츠                                 | 디지털 콘텐츠                                       |
| -------- | ----------------------------------------------- | --------------------------------------------------- |
| 제공수단 | 책, 신문, TV 등의 기존 미디어로 제공되는 콘텐츠 | 최신 정보기술을 활용하여 디지털로 제작된 정보생산품 |
| 제공형태 | 아날로그                                        | 디지털                                              |
| 제공방향 | 단방향                                          | 쌍방향                                              |
| 제공주체 | 콘텐츠 제공자와 이용자가 명확히 구분            | 콘텐츠 제공자와 이용자의 구분이 불명확              |
| 제약성   | 시간과 공간의 제약을 받음                       | 시간과 공간의 제약이 없음                           |
| 개선비용 | 업데이트의 비용이 큼                            | 업데이트가 쉽고 비용이 저렴                         |
| 제공절차 | 순차적인 방법으로 정보를 제공                   | 정보의 제공방법이 자유로움                          |

## 참고 문헌
- 《입체 디지털콘텐츠 세상》 (2006), 김도경, 쉐이드3D닷컴[쪽 번호 필요]
- 《디지털콘텐츠 비즈니스》 (2009), 김창수 외 6명, 청람[쪽 번호 필요]
- 《디지털 콘텐츠의 이해》 (2007), 김장형·안기중·변영철, 문웅당[쪽 번호 필요]
- 양기영. 2005. "디지털콘텐츠 마케팅 전략 연구"[쪽 번호 필요]
- 아주대학교 경영대학원[모호한 표현]
- 장희진. 2003. "문화예술분야에서의 디지털 콘텐츠 활용 방안에 관한 연구”[쪽 번호 필요]
- 단국대학교 산업경영대학원[모호한 표현]
- 임성준. 2005. "사용자 경험에 의한 디지털콘텐츠 특성 도출에 관한 연구 : repertory gird 방법을 사용하여”[쪽 번호 필요]
- 연세대학교 정보대학원[모호한 표현]
- 정보통신정책연구원, 2000; Traw, 2003; Tsai et al., 2008.[쪽 번호 필요]

## 같이 보기
- 콘텐츠
- 아시아예술과학학회